# Färöische Fußballnationalmannschaft (U-17-Junioren)
Die färöische U-17-Fußballnationalmannschaft repräsentiert die Färöer im internationalen Juniorenfußball. Die Nationalmannschaft untersteht dem Fótbóltssamband Føroya und wird seit Januar 2023 vom Rekordspieler der färöischen Nationalmannschaft Fródi Benjaminsen trainiert.

## Historie

### Erfolge
Seit 2001/02 bestreitet der Verband regelmäßig die Qualifikation zur U-17-Europameisterschaft konnte sich aber nur 2017 qualifizieren, wo man in der Gruppenphase ausschied. Dies war der größte Erfolg in der Geschichte der Nationalmannschaft.

### Rekordspieler
Rekordspieler ist mit 22 Einsätzen der 2001-geborene Hanus Sørensen. Er feierte sein Debüt im Jahr 2016. Rekordtorschützen sind mit jeweils drei Treffern Tórur Jacobsen und Aron Benjaminsen. Ersterer ist ebenfalls ältester Torschütze, während Leivur Guttesen jüngster ist.